# Cantonul Sissonne
Cantonul Sissonne este un canton din arondismentul Laon, departamentul Aisne, regiunea Picardia, Franța.

## Comune
- Boncourt
- Bucy-lès-Pierrepont
- Chivres-en-Laonnois
- Coucy-lès-Eppes
- Courtrizy-et-Fussigny
- Ébouleau
- Gizy
- Goudelancourt-lès-Pierrepont
- Lappion
- Liesse-Notre-Dame
- Mâchecourt
- Marchais
- Mauregny-en-Haye
- Missy-lès-Pierrepont
- Montaigu
- Nizy-le-Comte
- Sainte-Preuve
- Saint-Erme-Outre-et-Ramecourt
- La Selve
- Sissonne (reședință)